# Уџат око
Уџат око (Wedžat oko), или Око Хоруса, некад и Око Ра, је староегипатски Фунерарни симбол, заштите и краљевске моћи. Симбол се јављао на представама Хорусове мајке Хатор.
Рано су сунце и месец идентификовани са очима Хоруса. Лево око је око Хоруса, симбол месеца. Десно око је око Реа, симбол сунца.
Озлеђено око Хоруса је изливено. Име уџат које је око добило, може да значи цели, обновљени. Очи покојника су прозор покојника на саркофагу. Различита мишљења о томе да ли уџат представља људско око или соколово, али је знак испод знак на образу сокола, а линија суза се некада среће код гепарда.